# Вчорайшенська сільська територіальна громада
Вчорайшенська сільська територіальна громада — територіальна громада в Україні, в Бердичівському районі Житомирської області. Адміністративний центр — село Вчорайше.

## Площа та населення
Площа території — 271,2 км², кількість населення — 5 317 осіб (2020).
Станом на 2018 рік, площа території громади становила 270,41 км², населення — 5 461 мешканець (2018).

## Населені пункти
До складу громади входять 13 населених пунктів — 2 селища (Звиняче, Лебединське) і 11 сіл: Бистріївка, Вчорайше, Крилівка, Лісове, Мала Чернявка, Малі Низгірці, Нова Чорнорудка, Роставиця, Чорнорудка, Шпичинці та Ярославка.

## Старостинські округи
Бистріївський (село Бистріївка), Крилівський (села Крилівка, Ярославка), Малонизгорецький (село Малі Низгірці), Малочернявський (село Мала Чернявка, селище Лебединське), Роставицький (село Роставиця), Чорнорудський (село Нова Чорнорудка, селище Звиняче), Чорнорудський (село Чорнорудка), Шпичинецький (село Шпичинці).

## Історія
Утворена 31 липня 2018 року шляхом об'єднання Бистріївської, Вчорайшенської, Крилівської, Малонизгорецької, Малочернявської, Новочорнорудської, Роставицької, Чорнорудської та Шпичинецької сільських рад Ружинського району Житомирської області.
Склад громади затверджено розпорядженням Кабінету Міністрів України № 711-р від 12 червня 2020 року «Про визначення адміністративних центрів та затвердження територій територіальних громад Житомирської області».
Відповідно до постанови Верховної Ради України від 17 червня 2020 року «Про утворення та ліквідацію районів», громада увійшла до складу новоствореного Бердичівського району Житомирської області.